# Slavko Sobin
Slavko Sobin (Split, 13. studenog 1984.) hrvatski je kazališni, televizijski i filmski glumac te autor predstave "Šapice" praizvedene u Gradskom Kazalištu Mladih u Splitu.

## Filmografija

### Televizijske uloge
- "Bogu iza nogu" kao Turčin (2021.)
- "Dar Mar" kao Siniša Knežić (2020. – 2021.)
- "Drugo ime ljubavi" kao Igor Šarić (2019. – 2020.)
- "Na granici" kao Ljuban (2018. – 2019.)
- "Ko te šiša" kao glumac (2018.)
- "Počivali u miru" kao Vili Roksandić (2017.)
- "A mi kis falunk" kao turski vozač kamiona (2017.)
- "Čista ljubav" kao Damir Vitez (2017. – 2018.)
- "Patrola na cesti" kao Frane (2016.)
- "Crno-bijeli svijet" kao Žungul (2015. – 2021.)
- "Ruža vjetrova" kao Petar Vranković Odak (2012. – 2013.)
- "Loza" kao Jerko (2011. – 2012.)
- "Najbolje godine" kao inspektor Edi Pavleković (2010. – 2011.)
- "Dolina sunca" kao Matej Zlatarić (2010.)
- "Sve će biti dobro" kao gdin. Silanović (2009.)
- "K.T. 2 – Pravda na zadatku" kao Luka Šarić (2009.)
- "Zauvijek susjedi" kao Gojko (2008.)
- "Hitna 94" kao Martin Radić (2008.)
- "Dobre namjere" kao Saša (2008.)
- "Ne daj se, Nina kao Ricardo Sierra (2008.)
- "Ponos Ratkajevih" kao James (2008.)

### Kazališne uloge
- 2007. Max Schumacher/Hiroko Tanahashi: Casting Hunger Artist, režija: Max Schumacher/Hiroko Tanahashi, Teatar ITD, Zagreb
- 2008. H.C. Andersen: Postojani kositreni vojnik, režija: Robert Waltl, Scena Gorica, Velika Gorica
- 2009. Janoch: Oh, kako je lijepa Panama, režija: Marius Schiener, Dječje kazalište Dubrava, Zagreb
- 2009. Ivor Martinić: Ovdje piše naslov drame o Anti, režija: Ivica Šimić, Gradsko kazalište mladih, Split
- 2009. Carlo Goldoni: Ribarske svađe, režija: Vinko Brešan, Splitsko ljeto
- 2009. Dražen Ferenčina: E, moj Pinnochio, režija: Dražen Ferenčina, Gradsko kazalište mladih, Split
- 2010. Petar Bosnić: Ukradena lopta, režija: Petar Bosnić, Gradsko kazalište mladih, Split
- 2010. Jasen Boko: Kazališni sat, Gradsko kazalište mladih, Split
- 2010. Ivica Ivanac: Mačak s onoga svijeta, režija: Ladislav Vindakijević, Gradsko kazalište mladih, Split
- 2011. Ivan Leo Lemo: "Krčma, Alkar, Duga", režija: Ivan Leo Lemo, Gradsko kazalište mladih u Splitu
- 2011. Braća Grimm: Stoliću, prostri se!, režija: Nina Kleflin, Gradsko kazalište mladih, Split

### Sinkronizacija
- "Petar Zecimir: Skok u avanturu" kao Nino Basil-Jones (2021.)
- "Space Jam: Nova legenda" kao LeBron James (2021.)
- "Zootropola" kao Stipan Sivkas (2016.)

## Vanjske poveznice
- Slavko Sobin u internetskoj bazi filmova IMDb-u (engl.)